# Altelatipes falkenhaugae
Altelatipes falkenhaugae is een tienpotigensoort uit de familie van de Benthesicymidae. De wetenschappelijke naam van de soort is voor het eerst geldig gepubliceerd in 2008 door Crosnier & Vereshchaka.